# Waihai
Waihai (kinesiska: 外海) är ett stadsdelsdistrikt i sydöstra Kina. Det ligger i stadsdistriktet Jianghai i staden Jiangmen i provinsen Guangdong, omkring 61 kilometer söder om provinshuvudstaden Guangzhou. Antalet invånare är 94 666. Befolkningen består av 45 679 kvinnor och 48 987 män. Barn under 15 år utgör 11,0 %, vuxna 15-64 år 83 %, och äldre över 65 år 5,0 %.